# Club Deportivo Corazón Micaelino
Corazón Micaelino fue un club de fútbol peruano de la ciudad de Piura en el Departamento de Piura. Fue fundado en el año 2004 y participó en la Copa Perú hasta su desaparición en el 2008.

## Historia
A inicios del 2004, los hermanos Guerrero Neyra, propietarios de la empresa musical Corazón Serrano deciden incursionar en el firmamento futbolístico. Es así que luego de varias idas y venidas deciden formar un equipo que representase al barrio donde radicaron. De esta forma nacería el Club Deportivo Corazón Micaelino, denominación surgida de la combinación de los nombres de la empresa musical y del barrio Micaela Bastidas.
El equipo recién fundado iniciaría su vida futbolística inscribiéndose en la tercera división de la liga distrital de fútbol de Piura, a la cual se afilió el mismo año de su fundación. Micaelino iniciaría una brillante campaña que lo llevaría a consagrarse campeón del torneo, logrando ascender a la segunda división.
Al año siguiente –y como participante de segunda- realizaría otra brillante campaña que le permitió lograr el ascenso a la primera división distrital y su posterior participación en la Copa Perú. En el año 2006, Micaelino asombraría a muchos al lograr clasificarse a la etapa provincial de la Copa Perú. Posteriormente seguiría avanzando las diferentes etapas hasta lograr insertarse junto a Olimpia FC en la etapa regional del torneo.
En la etapa regional Micaelino dejaría de lado a varios equipos como Boca Junior de Ferreñafe, Defensor Arica de Tumbes y Amazonas FC y clasificaría a la etapa nacional donde eliminó a la Asociación Deportiva Agropecuaria de Jaén. Sin embargo, cuando figuraba como uno de los 8 mejores equipos amateurs del fútbol peruano, quedaría eliminado a manos del Juan Aurich de La Victoria.
En el año 2007 decaería su fútbol, ello debido a la partida de varios jugadores que conformaban la columna vertebral del equipo, no obstante ‘’los sanjuaneros’’ lograrían clasificarse a la etapa departamental de la Copa Perú 2007 donde serían eliminados por el Cosmos FC de Talara.
Sin embargo a pesar de haber logrado tantos éxitos en su corta vida institucional, el pueblo piurano jamás se identificó con el club y en varias ocasiones las graderías del Estadio Miguel Grau lucieron vacías cuando el equipo jugo de local, lo que originaba varias pérdidas económicas a sus patrocinadores.  
A inicios del 2008, a pocos días de dar inicio al campeonato de primera división distrital de Piura, los hermanos Guerrero Neyra deciden poner punto final a su participación en el fútbol y Micaelino anunciaba su retiro del certamen descendiendo automáticamente a la segunda división. Los pocos hinchas del rojo carmín, esperaron su retorno al siguiente año en la segunda pero eso no fue así: Micaelino no se presentaría a ningún torneo, lo que originó su desaparición.

## Uniforme
- Uniforme Titular: Camiseta roja, pantalón rojo, medias rojas.
- Uniforme alternativo:  Camiseta blanca, pantalón rojo, medias rojas.

## Palmarés

### Torneos regionales
| Competición regional                      | Títulos | Subcampeonatos |
| ----------------------------------------- | ------- | -------------- |
| Etapa Regional - Región I (0/1)           |         | 2006.          |
| Liga Departamental de Piura (0/1)         |         | 2006.          |
| Liga Provincial de Piura (1/1)            | 2006.   | 2007.          |
| Liga Distrital de Piura (1/0)             | 2006.   |                |
| Segunda División Distrital de Piura (1/0) | 2005.   |                |
| Tercera División Distrital de Piura (1/0) | 2004.   |                |